# Stjepan Bobek
Stjepan Bobek (ur. 3 grudnia 1923 w Zagrzebiu, zm. 22 sierpnia 2010 w Belgradzie) – jugosłowiański piłkarz narodowości chorwackiej występujący na pozycji pomocnika lub napastnika, reprezentant Jugosławii w latach 1946–1956, dwukrotny medalista olimpijski, trener piłkarski.

## Kariera klubowa
Bobek urodził się w Zagrzebiu. W piłkę nożną zaczął grać w wieku 13 lat w tamtejszej Viktoriji, małym klubie z ligi regionalnej. Ze względu na młody wiek był zarejestrowany na licencji swojego brata. W 1944 roku został środkowym napastnikiem klubu HŠK Građanski.
W 1945 roku trafił do FK Partizan, gdzie grał do 1958 roku. W Partizanie zagrał 468 razy, strzelając 403, co jest dotychczas niepobitym rekordem klubowym. Z Partizanem dwa razy zdobył mistrzostwo Jugosławii i cztery razy puchar kraju. Bobek był dwukrotnie królem strzelców jugosłowiańskiej ekstraklasy w latach 1945 (8 goli) i 1954 (21 goli). Za pierwszym razem jako reprezentant Armii Jugosłowiańskiej, a za drugim jako gracz Partizana. Jest także rekordzistą w Jugosławii pod względem zdobytych bramek w jednym meczu. 8 czerwca 1947 strzelił 9 goli w wygranym przez Partizan 10:1 spotkaniu przeciwko 14. Oktobar. Mecz ten odbył się w miejscowości Nisz. W 1995 roku został wybrany najlepszym i najbardziej popularnym piłkarzem FK Partizan w historii.

## Kariera reprezentacyjna
W reprezentacji Jugosławii Bobek zadebiutował 9 maja 1946 w wygranym 2:0 meczu z Czechosłowacją. Pierwszą bramkę w drużynie narodowej zdobył w swoim drugim meczu – 29 września 1946 w wygranym 4:2 spotkaniu przeciwko Czechosłowacji. Zagrał na dwóch mundialach: na Mistrzostwach Świata 1950 w Brazylii (strzelił gola w wygranym 4:1 meczu z Meksykiem) oraz Mistrzostwach Świata 1954 w Szwajcarii. Wystąpił także na dwóch olimpiadach: w 1948 w Londynie (strzelił 4 bramki, a Jugosławia zdobyła srebrny medal) i w 1952 w Helsinkach (Jugosłowianie ponownie zdobyli srebro, a Bobek strzelił 3 gole). Jest najskuteczniejszym zawodnikiem w historii reprezentacji Jugosławii, dla której zdobył 38 goli w 63 meczach.

## Kariera trenerska
Po skończeniu kariery zawodniczej, Bobek został szkoleniowcem. W 1959 roku pracował przez jeden sezon w Legii Warszawa. Później wrócił do Jugosławii, gdzie został trenerem Partizana Belgrad. Trzy razy z rzędu zdobył mistrzostwo Jugosławii, po czym został zastąpiony przez Kirila Simonovskiego w 1963 roku. W 1964 ponownie ściągnięto go do Warszawy do Legii, skąd przeniósł się do Grecji, aby prowadzić Panathinaikos AO. W sezonach 1967/1968 i 1968/1969 ponownie pracował z Partizanem Belgrad. W 1970 roku prowadził Olympiakos SFP, a w 1972 Dinamo Zagrzeb. Ostatnim jego klubem w karierze trenerskiej był Wardar Skopje, z którym wygrał drugą ligę w Macedonii.